# Lobelia chevalieri
Lobelia chevalieri är en klockväxtart som beskrevs av Paul Auguste Danguy. Lobelia chevalieri ingår i släktet lobelior, och familjen klockväxter. Inga underarter finns listade i Catalogue of Life.